# Santiago Ladino
Santiago Ladino (Buenos Aires, 21 ottobre 1980) è un ex calciatore argentino, di ruolo difensore o centrocampista.

## Carriera
Inizia la carriera nel Velez Sarsfield fino al 2006 collezionando 90 presenze. Nel 2006 si trasferisce in Spagna al Lorca, squadra di seconda divisione, collezionando 6 presenze. Nel 2007 supera il provino sottoposto dal Bari e viene aggregato alla prima squadra. Dopo aver disputato con la formazione biancorossa 13 incontri, il club pugliese non rinnova il suo contratto. Il 23 gennaio 2009 torna in Argentina al Gimnasia (J), che dopo avergli fatto disputare altre 14 gare lo gira in prestito al quotato team del Banfield fino a fine stagione. Il 13 dicembre 2009 vince con il taladro il massimo campionato argentino, poi rimanendo in squadra altri tre anni.

## Calcioscommesse
Il 6 giugno 2013, il calciatore viene deferito per omessa denuncia nell'ambito dell'inchiesta sul calcioscommesse relativo al filone Bari-bis.
Il 16 luglio, Ladino viene condannato dalla Commissione Disciplinare Nazionale della FIGC a 6 mesi di squalifica, pena confermata, poi, anche in appello.